# Maria Antonia Uzkudun
Maria Antonia Uzkudun Amunarriz (Anoeta, 1927 - Madrid, 27 de enero de 2008) fue una raquetista profesional vasca. Con el seudónimo de "Txikita de Anoeta" llegó a ser una de las raquetistas más grandes del mundo. Fue pionera en el deporte profesional femenino.

## Biografía
Nació en Anoeta y desde los 14 años recorrió la cancha acompañada de la raqueta. Debutó en Salamanca en 1941. Destacó en la pala durante muchos años en el equipo femenino del frontón Madrid en la capital española. Jugó también en Cuba y México entre los años 1953 al 1955, y en las ciudades de Barcelona y  Valencia. En la época de su estancia en México, también le llamaban para repartir premios muy importantes, tanto del hipódromo como literarios.
Según la prensa de su época, llegó a ser la mejor raquetista del mundo, siendo reconocida con multitud de premios y homenajes.
Ejerció como pelotari profesional durante 28 años, hasta que a finales de la década de 1960, a sus 40 años decidió dejar la profesión. Se casó en Madrid, pero volvía a Anoeta a visitar a su familia.

## Premios y reconocimientos
- 1964 Medalla al Mérito Deportivo.[4]
- 1967 Pasodoble Chiquita de Anoeta, compuesta por Amarillo.[5]
- El 3 de marzo de 1996 el Ayuntamiento de Anoeta y Kuku Elkartea le rindieron homenaje dentro de los actos de la semana de la pelota.
- El 8 de junio de 2013 en el Frontón de Irura, también fue homenajeada en el Emakume Pilotari Eguna junto a otras tantas raquetistas.[6]
- En agosto de 2013 recibió el homenaje en Bilbao junto a otras raquetistas olvidadas.[7]
- 2019 Referente dentro de la campaña de Emakunde Lo que decida para el 8 de marzo junto a la científica Marie Curie, la escritora Clara Campoamor y la pintora Frida Kahlo.[8]